# Comuna Katerînopil, Krînîcikî
Katerînopil (în ucraineană Катеринопіль) este o comună în raionul Krînîcikî, regiunea Dnipropetrovsk, Ucraina, formată din satele Katerînopil (reședința), Nova Prațea, Novohurivka, Pavlivka, Prîvillea și Zorea.

## Demografie
Componența lingvistică a satului Katerînopil
     Ucraineană (95,37%)
     Rusă (3,25%)
     Alte limbi (0,1%)
Conform recensământului din 2001, majoritatea populației satului Katerînopil era vorbitoare de ucraineană (95,37%), existând în minoritate și vorbitori de rusă (3,25%).